# Хэмелс, Коул
Колберт Майкл Коул Хэмелс (англ. Colbert Michael "Cole" Hamels, род. 27 декабря 1983, Сан-Диего, Калифорния) — американский профессиональный бейсболист, выступавший на позиции стартового питчера. Коул родился в Сан-Диего (штат Калифорния) и учился в старшей школе Ранча Бернардо, где преуспел как в учёбе, так и в спорте. По окончании школы он был выбран в первом раунде драфта МЛБ 2002 года под общим 17 номером клубом «Филадельфия Филлис» и стал выступать в фарм-системе команды. Первое время в профессионалах он запомнился большим количеством травм как на игровом поле, так и за пределами его, включая травму, полученную в драке в баре. Несмотря на это к 2006 году он уже выступал в чемпионатах уровня ААА и считался одним из самых перспективных питчеров «Филлис».

## Ранние годы
Коул Хэмелс посещал среднюю школу Мидоубрук и старшую школу Ранчо-Бернандо в Сан-Диего. Он считался «одарённым учеником» и в тесте SAT набрал 1510 очков из 1600 возможных. Ещё будучи учеником старшей школы он привлёк к себе внимание скаутов благодаря своему фастболу, скорость которого достигала 151 км/ч. Однако, когда на втором году обучения Курт сломал плечевую кость, многие скауты потеряли к нему интерес. Несмотря на это, на драфте МЛБ 2002 года Хэмелс был выбран в первом раунде под общим 17 номером клубом «Филадельфия Филлис».

## Профессиональная карьера
В мае 2006 года Хэмелс дебютировал в МЛБ. Уже в своём первом сезоне Коул закрепил за собой место в стартовом составе команды, а в следующем сезоне стал одним из лучших питчеров клуба и завоевал ряд наград. В 2008 году он вместе с «Филлис» стал победителем Мировой серии, а сам бейсболист завоевал титул самого ценного игрока мировой серии. По окончании сезона 2008 года Хэмелс подписал с «Филлис» трёхлетний контракт, однако его статистические показатели стали ухудшаться и он больше так и не подобрался к показателям 2008 года.
31 июля 2015 года Коула Хэмелса и Джейка Дикмана обменяли в «Техас Рейнджерс» на шестерых игроков (Мэтт Харрисон, Ник Уильямс, Хорхе Альфаро, Джейк Томпсон, Алек Эшер, Джерад Эйкхофф).
4 августа 2023 года Хэмелс объявил о завершении игровой карьеры.

## Стиль подач
Хэмелс обладает одним из лучших чендж-апов среди действующих игроков. Так в 2012 году Fangraphs поставил его на четвёртое место, среди игроков, бросающих эту подачу. По мнению сайта лучше него этот бросок исполняют только Джейсон Варгас, Томми Милоун и Феликс Эрнандес. Издание The Hardball Times назвало его чендж-ап «убийственной» подачей для праворуких отбивающих, отметив, что она также эффективна и против леворуких отбивающих. Тренер питчеров «Рейнджер» Майк Мэддакс так отозвался о Хэмелсе:

Это тяжёлая задача научить молодых ребят бросать чендж-ап, так как всю свою любительскую карьеру они оглядываются на скаутов с пистолетом. Для молодого игрока иметь хороший чендж-ап — это способность играть на высоком уровне— Майк Мэддакс